# José Osuna
José Osuna Lameyer (Madrid, 6 de abril de 1928-Madrid, 11 de diciembre de 1992) fue un director teatral español.

## Biografía
Sus primeros pasos profesionales los dio a las órdenes del director escénico José Tamayo. Trampa para un hombre solo, de Robert Thomas, sobre las tablas del Teatro de la Zarzuela, en 1961, fue la primera pieza que puso en escena. 
En su carrera, estrenó varias de las obras del dramaturgo Antonio Buero Vallejo, como El concierto de San Ovidio (1962), El tragaluz (1967), Llegada de los dioses (1971), El sueño de la razón (1972) y La fundación (1974). 
Además, fue responsable de La idiota (1962), con José María Rodero y Analía Gadé; el estreno de La pechuga de la sardina (1962), de Lauro Olmo y el de Carmelo (1964), de Juan José Alonso Millán; La Celestina, de Fernando de Rojas; ¿Quién teme a Virginia Woolf? (1966), de Edward Albee, con Mary Carrillo; La Celestina (1967), de Fernando de Rojas, con Milagros Leal; La dama del alba de Alejandro Casona; Llama un inspector (1972), de J. B. Priestley; Ni pobre ni rico, sino todo lo contrario (1986), de Miguel Mihura; Serafín, el pinturero (1982) y La venganza de la Petra, ambas de Carlos Arniches; La extraña pareja (1987), de Neil Simon; y El rayo (1990), de Pedro Muñoz Seca.
En 1966, obtuvo un gran éxito con el estreno en España del musical El hombre de La Mancha, que interpretó Nati Mistral.
En sucesivos años, se encargó del montaje de varias óperas, como La Traviata.
Dirigió el espectáculo La Corrala durante doce años.
Tras dirigir Eloísa está debajo de un almendro, de Enrique Jardiel Poncela, en 1991, le fue diagnosticada una enfermedad hepática que precipitaría su retirada de escena. En 1991 le fue trasplantado el hígado en Pittsburgh, Estados Unidos, sin embargo, posteriores complicaciones provocaron su fallecimiento un año más tarde.

## Premios
- Premio a las Bellas Artes.